# Ihor Boryssyk
Ihor Boryssyk (ukrainisch Ігор Борисик, wiss. Transliteration Igor Borysik; * 2. Juni 1984 in Simferopol, Ukrainische SSR, Sowjetunion) ist ein ukrainischer Brustschwimmer.

## Werdegang
Sein erster großer internationaler Erfolg war die Bronzemedaille über 100 Meter Brust bei den Kurzbahneuropameisterschaften 2004 in Wien. Über 200 Meter Brust wurde er Fünfter. Im Jahr darauf bei den Kurzbahneuropameisterschaften 2005 in Triest belegte er über 200 Meter Brust den vierten Endrang.
2007 wurde er Kurzbahneuropameister über die 200-Meter-Brustdistanz. Sein bisher erfolgreichstes Jahr wurde 2008, als er sich zunächst bei den Kurzbahnweltmeisterschaften 2008 in Manchester über 100 Meter Brust die Gold- und über 200 Meter Brust die Silbermedaille sichern konnte. Bei den folgenden Olympischen Sommerspielen, 2008 in Peking erreichte er das Finale über 100 Meter Brust und belegte mit einer Zeit von 1:00,20 Minuten den siebten Rang. Im Wettbewerb über 200 Meter Brust schied er als Siebter des ersten Halbfinals aus und belegte in der Endwertung damit Rang 14. Des Weiteren wurde mit neuem Europarekord bei den Kurzbahneuropameisterschaften 2008 in Rijeka Europameister über die 100-Meter-Bruststrecke. Zusätzlich erreichte er die Bronzemedaille über die 200 Meter und den fünften Endrang über die 50-Meter-Bruststrecke.
Ein Jahr später bei den Kurzbahneuropameisterschaften 2009 in Istanbul konnte er seinen Titel über 100 Meter Brust mit dem Gewinn der Bronzemedaille nicht verteidigen.
Bei den Olympischen Sommerspielen 2012 in London konnte sich Boryssyk mit einer Zeit von 2:12,61 Minuten als Sechster seines Erstrundendurchgangs nicht für das Halbfinale über 200 Meter Brust qualifizieren.